# Ehm Welk

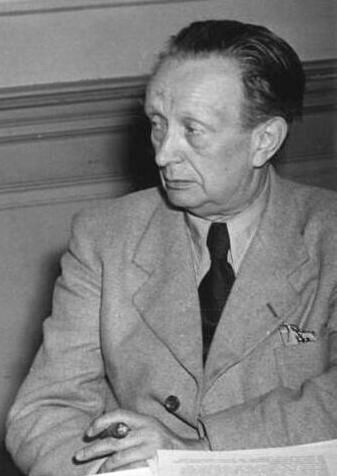
Welk am 7. Mai 1952 in Ostberlin

Ehm Welk, eigentlich: Gustav Emil Welk, Pseudonym: Thomas Trimm (* 29. August 1884 in Biesenbrow; † 19. Dezember 1966 in Bad Doberan), war ein deutscher Schriftsteller, Journalist, Volkshochschulgründer und Professor. Seinen Spitznamen Ehm nutzte er als Rufnamen. Bekannt wurde er vor allem durch seinen Roman Die Heiden von Kummerow.

## Leben und Werk

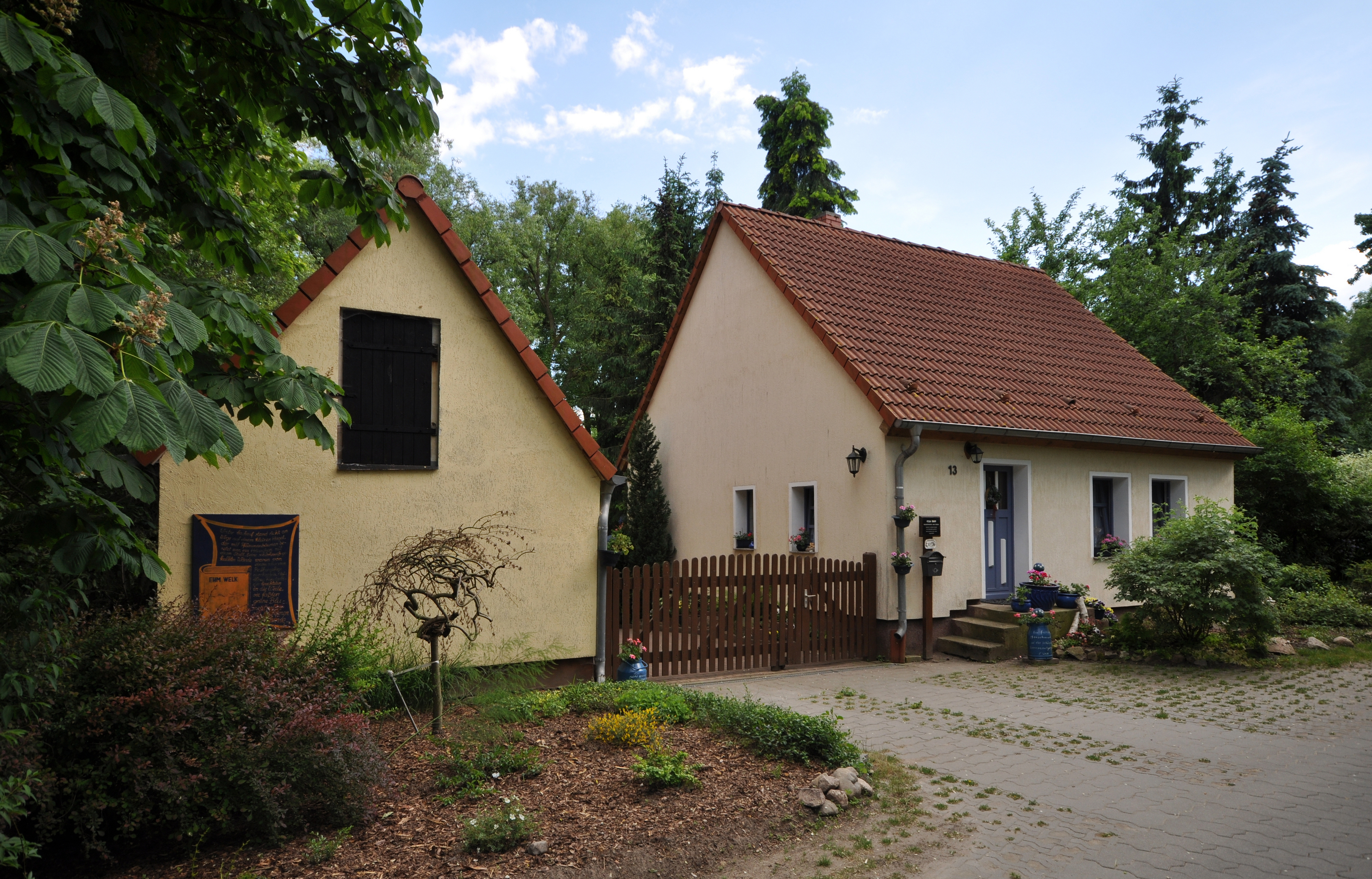
Geburtshaus von Ehm Welk (2012)

Emil Welk wurde als Sohn eines Milchkühlers des Meierei-Unternehmens Bolle in Biesenbrow (heute Ortsteil von Angermünde) geboren. Nach dem Besuch der Dorfschule verließ er mit 16 Jahren das Elternhaus. Dem Wunsch des Vaters Gottlieb Welk (* 1847) nach sollte er den Beruf eines Lehrers einschlagen. Von 1900 bis 1905 lebte er in Stettin, wo er eine kaufmännische Ausbildung in einer Weingroßhandlung absolvierte. 
Die kaufmännische Arbeit machte Welk wenig Freude, und er wandte sich dem Journalismus zu. 1904 wurde er zunächst Volontär bei der Stettiner Abendpost, später Mitarbeiter bei den liberalen Stettiner Neuesten Nachrichten, daraufhin Chefredakteur bei der Provinzial-Zeitung Geestemünde-Bremerhaven. Anschließend arbeitete er journalistisch für verschiedene Zeitungen in Norddeutschland. In dieser Zeit begann er mit eigener literarischer Arbeit an einem Schauspiel über Klaus Störtebecker. Ab 1909 war er für drei Monate als Chefredakteur der Stolper Neusten Nachrichten tätig. Von 1910 an lebte er in Braunschweig und war Chefredakteur des Braunschweiger Allgemeinen Anzeigers. 
Bei einer Nachmusterung im Sommer 1915 wurde Welk kriegsverwendungsfähig eingestuft und Ende des Jahres zu einer Infanterie-Division eingezogen. Sein Einsatz führte ihn als Sanitätshundeführer nach Mazedonien. Dort infizierte er sich mit Malaria und erkrankte lebensbedrohlich. Während seiner Genesung im Lazarett in Bad Saarow begann er Antikriegsgeschichten zu schreiben. Seine Entlassung im Juli 1917 bezog sich sowohl auf die Krankenstation als auch das kaiserliche Heer. Über Biesenbrow kehrte Welk 1918 zum Braunschweiger Anzeiger zurück. 
Ab 1919 arbeitete er als Chefredakteur der Braunschweiger Morgenzeitung. Im gleichen Jahr wurde er Mitglied der Deutschen Demokratischen Partei (DDP). Während dieser Zeit erlebte er unmittelbar die Novemberrevolution in Braunschweig und ihre Auswirkungen mit. Seine Erlebnisse bildeten später die Grundlage für den Roman Im Morgennebel, der in wenig verschlüsselter Form reale Ereignisse und Personen im Braunschweig jener Zeit schildert. Der Roman, an dem Welk lange arbeitete, lag schließlich 1940 als Manuskript vor, wurde aber erst 1953 in der DDR veröffentlicht. 1922 reiste er in die USA und nach Lateinamerika. Ein Jahr später kehrte er nach Deutschland zurück und arbeitete als Schriftsteller und Journalist vor allem in Berlin und Umgebung. Zwei revolutionäre Dramen, Gewitter über Gottland (1926) und Kreuzabnahme (1927), lösten Skandale aus und mussten – trotz ihres Erfolges beim Publikum – vom Spielplan genommen werden.
Zur Zeit der Machtergreifung Hitlers war Ehm Welk Chefredakteur der Grünen Post. In dieser Position veröffentlichte er am 29. April 1934 unter dem Pseudonym Thomas Trimm in dem Blatt einen offenen Brief, in dem er auf die zynische These Joseph Goebbels’, die schreibende Zunft in Deutschland solle doch einfach etwas mutiger sein, anstatt über die NS-Zensur zu jammern, konterte. „Sie sind, Herr Reichsminister“, schrieb er, „ein Freund des Witzes und der Ironie.“ Die Zeitung wurde daraufhin für drei Wochen verboten, ihr Chefredakteur am 1. Mai 1934 um 1.30 Uhr verhaftet und kurzzeitig im KZ Oranienburg interniert. Nach seiner Freilassung, die vor allem auf massive Proteste von Journalistenkollegen aus dem Ausland zurückzuführen war, wurde er zur unerwünschten Person erklärt und mit bedingtem Berufsverbot belegt.
Der Literat siedelte 1935 mit seiner ebenfalls schriftstellerisch tätigen Frau Agathe Lindner-Welk – seit 1924 bis zu Welks Tod mit ihm verheiratet – nach Lübbenau/Spreewald über und verfasste nur noch – mindestens scheinbar – „unpolitische Bücher“. 1940 zog er nach Neuenkirchen bei Stettin, wo er die Protektion des Landeskulturverwalters für Pommern, Kuno Popp, genoss. Seit 1935 entstanden die Erfolgsromane Die Heiden von Kummerow (1937), Die Lebensuhr des Gottlieb Grambauer (1938) und Die Gerechten von Kummerow (1943), die mit viel Humor das Leben in norddeutschen Dörfern schildern. Man nimmt an, dass die Figur des Martin Grambauer autobiografische Züge trägt; mit Gottlieb Grambauer setzte er seinem Vater Gottfried Welk ein literarisches Denkmal. In seinen Schilderungen des Dorflebens „hält Welk mit seiner realistischen und kritischen Sicht“ deutlichen Abstand zum NS-Regime und wird daher zu den Autoren einer „Inneren Emigration“ während der Zeit des Nationalsozialismus gezählt.
1945 musste Welk infolge der Vertreibung Neuenkirchen, das zu Polen kam, verlassen und erhielt eine Einladung vom Landrat von Ueckermünde, der er im Juli 1945 folgte. Hier nahm er eine Tätigkeit auf dem Landratsamt an und trat in die KPD ein. Große Mühe verwandte er auf die Gründung der Kreisgruppe des Kulturbundes von Ueckermünde, deren erster Leiter er wurde. Im Februar 1946 wechselte er nach Schwerin. Hier schrieb er im Sommer 1946, dass er nun seine Aufgabe in der geistigen Erneuerung der Menschen sehe, und verließ deshalb für einige Jahre seine literarische Laufbahn. Er gründete im Land Mecklenburg sechs Volkshochschulen. 1946 wurde er Direktor der Volkshochschule in Schwerin. Zur Erinnerung an den Neugründer wurde der Volkshochschule Schwerin 1986 der Name „Ehm Welk“ verliehen. Mit der Aktivierung des PEN-Clubs wurde er 1949 als Mitglied berufen. In dieser Zeit erschien Der Nachtmann im Aufbau Verlag. Ein Jahr später zog er nach Bad Doberan und wandte sich wieder intensiv der literarischen Arbeit zu.

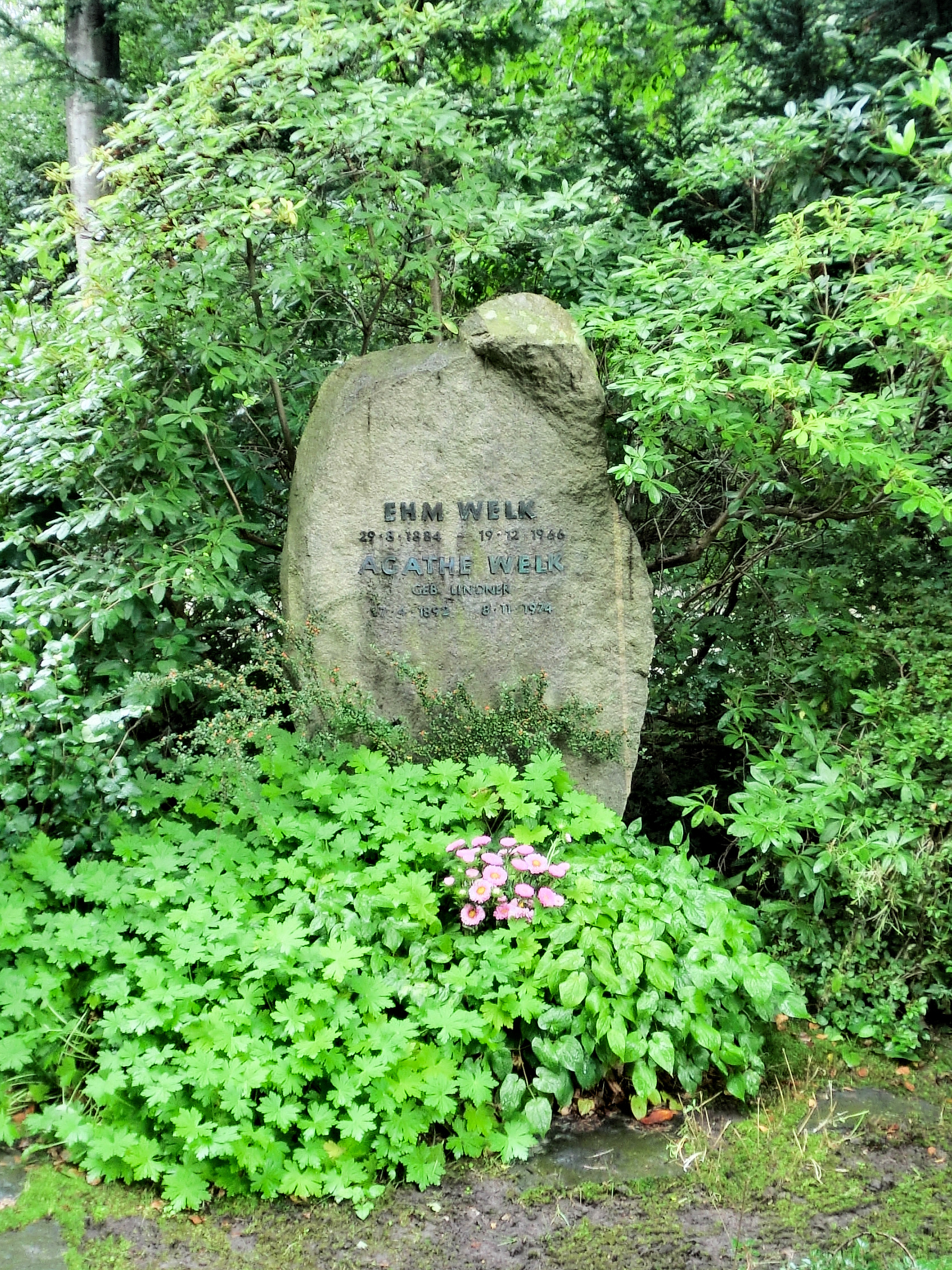
Grab auf dem Friedhof Bad Doberan

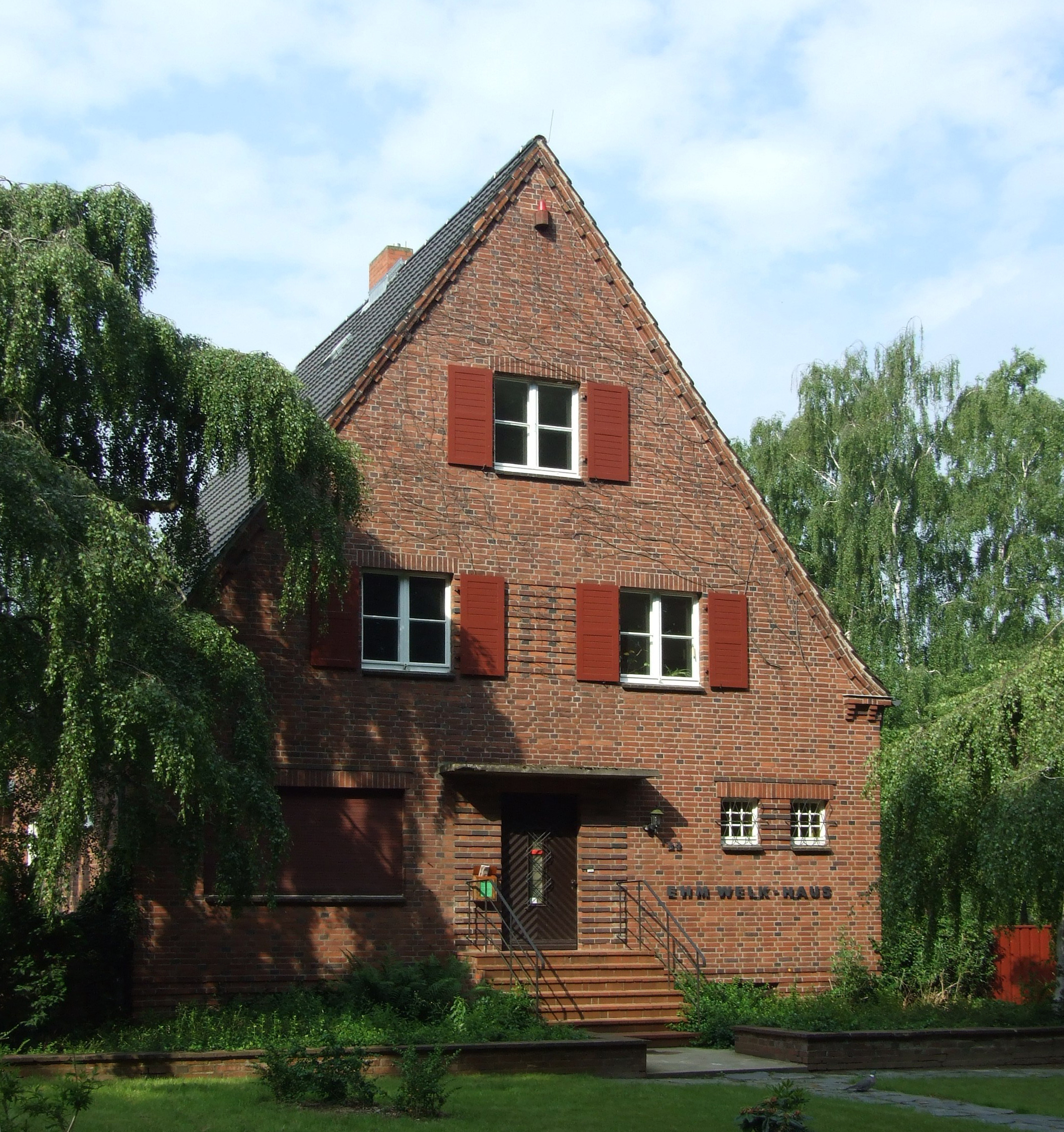
Ehm Welk-Haus in Bad Doberan

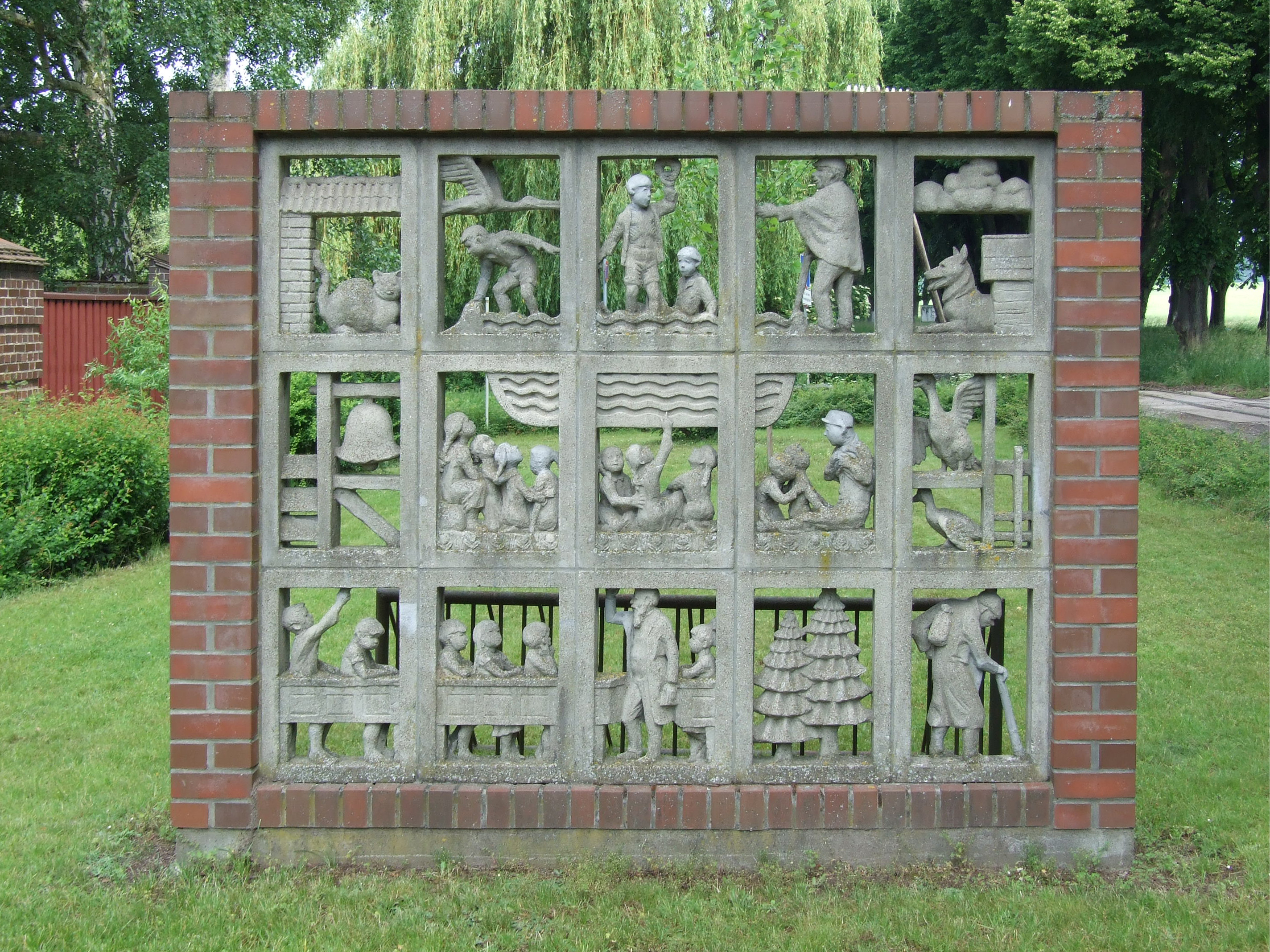
Relief „Die Heiden von Kummerow“ vor dem Ehm Welk-Haus Bildhauer Reinhard Schmidt

Welks Wohnhaus in Bad Doberan, Dammchaussee 23, wurde auf seinen Wunsch hin 1979 als kulturelle Begegnungsstätte der Öffentlichkeit übergeben. Teile des Ehm Welk-Hauses dienen heute als Ausstellungsräume und werden für Lesungen oder kleine Konzerte genutzt. Auf dem Vorplatz wurde das von seinem Freund, dem Bildhauer Reinhard Schmidt, geschaffene Relief „Die Heiden von Kummerow“ aufgestellt.

## Darstellung Welks in der bildenden Kunst
- Reinhard Schmidt: Ehm Welk (um 1958, Büste, Gips, getönt)[5]

## Rezeption
Vor dem Zweiten Weltkrieg wurde Ehm Welk oft mit Wilhelm Raabe, dem Schöpfer des Hungerpastors verglichen, aber auch mit Gustav Freytag.
In der DDR blieben vor allem Die Heiden von Kummerow und Die Gerechten von Kummerow (verfilmt 1982) bis zuletzt populär; sie galten als deutsches Gegenstück zu Guareschis Erzählungen über Don Camillo und Peppone. Der Film Die Heiden von Kummerow und ihre lustigen Streiche war 1967 eine der wenigen Gemeinschaftsproduktionen der DEFA mit der Bundesrepublik.
Sein Opus magnum Im Morgennebel wurde u. a. von Christa Wolf kritisiert; Welk war vom Echo enttäuscht.
Die übrigen Werke Welks wurden in der DDR nach seinem Tode zum Teil stark verändert neu aufgelegt. Hierbei bleibt unklar, inwieweit Ehm Welk selbst Zugeständnisse aus der NS-Zeit rückgängig machen wollte, einer Selbstzensur als Zugeständnis an die neue Diktatur unterlag oder DDR-Lektoren Änderungen vornahmen. In den „Heiden von Kummerow“ fallen im Vergleich zur Erstauflage eine Reihe von Änderungen auf. Dabei geht es nicht nur um Streichungen, die antimilitaristisch gemeint waren, oder um einzelne Wörter, die geändert wurden (wie „König“ statt ursprünglich „General“, „hottentotisch“ statt ursprünglich „polnisch“). Der Inhalt und Leitmotive wurden wesentlich verändert: weg von christlichen und biblischen Elementen hin zu revolutionär-klassenbewussten. Als zum Beispiel Krischan aus dem Dorf verwiesen wird, akzeptiert er dies ursprünglich aus christlichen Gründen. In späteren Auflagen hingegen wirft er sich selbst vor, einen Seemannsaufstand nicht unterstützt zu haben.

## Ehrungen
- 1954 Nationalpreis der DDR II. Klasse[6][7]
- 1954 Ehrenbürger von Angermünde[8]
- 1954 Ehrenbürger von Bad Doberan[9]
- 1955 Deutsche Friedensmedaille in Silber[7]
- 1956 Ehrendoktor der Philosophischen Fakultät der Universität Greifswald[6]
- 1959 Vaterländischer Verdienstorden in Silber[7]
- 1962 Johannes-R.-Becher-Medaille in Gold[7]
- 1964 Professor an der Philosophischen Fakultät der Universität Greifswald[6]

## Werke (Auswahl)
- Gewitter über Gottland. Drama. 1927.
- Kreuzabnahme. Drama. 1927.
- Michael Knobbe oder Das Loch im Gesicht. Komödie. 1931.
- Die schwarze Sonne. Leben, Schaffen und Sterben deutscher Kolonialhelden. Ullstein, Berlin 1933 (unter anderem eine Biographie Emin Paschas).
- Der deutsche Wald. Sein Leben und seine Schönheit. Ein Führer durch die Wälder unserer Heimat. Ullstein, Berlin 1935.
- Die Heiden von Kummerow. Ullstein, Berlin 1937 (zahlreiche weitere Auflagen, darunter viele Feldausgaben).
- Die Lebensuhr des Gottlieb Grambauer. Beichte eines einfältigen Herzens. Roman mit Textzeichnungen von Alfred Finsterer, Deutscher Verlag, Berlin 1938. Zahlreiche Neuausgaben in der DDR bei Hinstorff. Als Lizenz auch in der BRD. Zuletzt als Hörbuch ungekürzt vorgelesen von Hans Jochim Schmidt, Vorleser Schmidt Hörbuchverlag, Schwerin 2010, ISBN 978-3-941324-26-8.

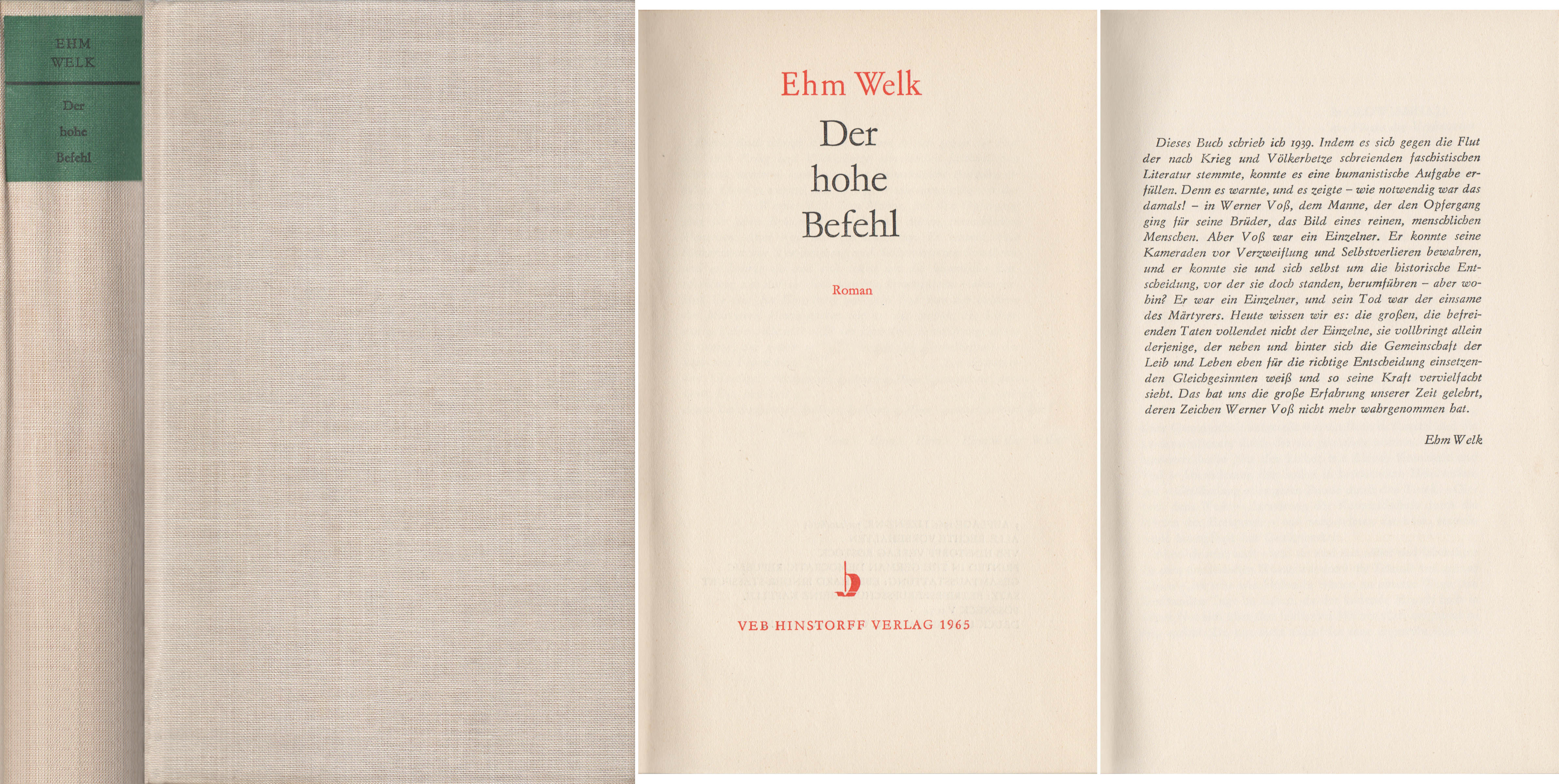
Der hohe Befehl von Ehm Welk, VEB Hinstorff Verlag, 1965

- Der hohe Befehl. Opfergang und Bekenntnis des Werner Voß. Deutscher Verlag, Berlin 1939 (historischer Roman aus dem Ersten Weltkrieg über deutsche Kriegsgefangene in Russland).
- Die wundersame Freundschaft. Das Buch von Tier und Mensch. Mit Unterstützung von Walter Hofstaetter. Reclam, Leipzig 1940 (zahlreiche Feldausgaben).
- Die Fanfare im Pariser Einzugsmarsch. Eine preußische Novelle. Mit 17 Zeichnungen von Fritz Busse. Deutscher Verlag, Berlin 1942 (zahlreiche Feldausgaben).
- Trommel-Lied: es rührt ein Ruf mit leiser Hand. Text zu dem Op. 73 des Komponisten Willy Richartz. Bearbeitung E. Gutzeit. Bote & Bock, Berlin 1943. Gesamttitel: Walhalla; Nr. 787.
- Die Gerechten von Kummerow. Roman. Deutscher Verlag, Berlin 1943 (zahlreiche Feldausgaben).
- Die stillen Gefährten. Gedanken über das Leben mit Tieren. Limpert, Berlin 1943.
- Der Nachtmann. Geschichte einer Fahrt zwischen hüben und drüben. Aufbau-Verlag GmbH, Berlin 1949.
- Das Schiff der Jugend. Text zum Lied des Komponisten Rudolf Neuhaus zur Indienststellung des Segelschulschiffs Wilhelm Pieck, Schwerin 1951.[10]
- Mein Land, das ferne leuchtet. Roman. 1952.
- Im Morgennebel. Roman. 1953.
- Kein Hüsung. Filmdrehbuch. 1954.
- Mutafo. Das ist: Das Ding, das durch den Wind geht. Die unglaublichen Geschichten der rühmlich christlichen Seefahrer Thomas Trimm und William Steinert / Ehm Welk. Aufgezeichnet von Toby Swagger. Aus dem Slangamischen übertragen, bearbeitet und neu an den Tag gebracht. In 116 Bildern festgehalten von William Steinert. Droste Verlag, Düsseldorf 1956 . Weitere Auflage: 9. Auflage, Hinstorff Verlag, Rostock 1995, ISBN 3-356-00646-0.
- Der Hammer will gehandhabt sein. Erzählungen. 1958.
- Der wackere Kühnemann aus Puttelfingen. Satirischer Roman. 1959.
- Geschichte einer armen Liebe. Carl-Hinstorff-Verlag, 1960 (hochdeutsche Nacherzählung von Fritz Reuters Kein Hüsung).